# Gustav Killian

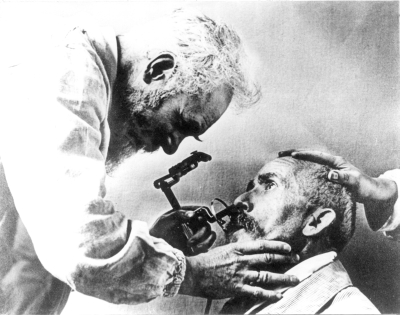
Gustav Killian förbereder bronkoskopi

Gustav Killian, född 2 juni 1860 i Mainz, död 24 februari 1921 i Berlin, var en tysk läkare. 
Killian utbildade sig till laryngolog hos den tidens främsta tyska läkare blev 1888 docent vid universitetet i Freiburg im Breisgau, blev 1892 extra ordinarie professor där och kallades 1911 till Tysklands främsta laryngologiska lärostol, den vid Berlins universitet. 
Killian ägnade sig till en början främst åt anatomin, men huvuddelen av sitt liv ägnade han åt praktiska uppgifter, främst åt förbättrande och nyskapande av rhinolaryngologiska undersökningsmetoder. Redan tidigt utarbetade han den så kallade rhinoskopia media, ett sätt att direkt se in i mellersta näsgången, något senare den form av indirekt laryngoskopi, som fick hans namn och som möjliggjorde inspektion av struphuvudets bakre del. 
Killian blev mest berömd för bronkoskopin, en metod, som genom att nedföra raka, invändigt belysta rör i luftvägarna möjliggjorde inspektion ej blott av luftstrupen, utan även av dess förgreningar ända till bronker av tredje ordningen. Denna metod blev mycket betydelsefull, särskilt vid behandlingen av främmande kroppar, som inhalerats i luftvägarna. Den mycket höga mortalitet, som tidigare utmärkte dessa olycksfall, nedbringades därigenom till ett minimum. 
Killian utarbetade dessutom en mycket använd operationsmetod för kronisk varbildning i pannhålorna och en metod för behandling av snedställning av nässkiljeväggen; den senare blev en av de mest använda operationsmetoderna inom rhinologin. Inom sin generation av laryngologer var han den obestritt främste.